# Ари (Франция)
Ари́ (фр. Hary) — коммуна во Франции, находится в регионе Пикардия. Департамент коммуны — Эна. Входит в состав кантона Вервен. Округ коммуны — Вервен.
Код INSEE коммуны — 02373.

## Население
Население коммуны на 2010 год составляло 222 человека.
| 1962 | 1968 | 1975 | 1982 | 1990 | 1999 | 2010 |
| ---- | ---- | ---- | ---- | ---- | ---- | ---- |
| 302  | 270  | 220  | 214  | 221  | 232  | 222  |

## Экономика
В 2010 году среди 144 человек трудоспособного возраста (15—64 лет) 116 были экономически активными, 28 — неактивными (показатель активности — 80,6 %, в 1999 году было 71,0 %). Из 116 активных жителей работали 110 человек (59 мужчин и 51 женщина), безработных было 6 (2 мужчин и 4 женщины). Среди 28 неактивных 8 человек были учениками или студентами, 11 — пенсионерами, 9 были неактивными по другим причинам.